# 拉乌尔·博特
拉乌尔·博特（英語：Raoul Bott，1923年9月24日—2005年12月20日），匈牙利裔美国數學家。他出生於布達佩斯。1938年全家遷到加拿大，他就讀於麦吉尔大学。他一生大部分時間在美國工作。1959年至1999年，他在哈佛大學任教授。2000年榮獲沃爾夫獎，2005年當選英國皇家學會海外會員。惜同年於美國加州聖地牙哥因癌症逝世。
他最初研究電路，後來投身純數學。
貢獻：
- Bott-Duffin定理
- 他應用莫爾斯理論來研究李群的同倫論，成果有博特周期性定理（1956年）
- Borel–Weil–Bott定理
- 關於不動點定理及阿蒂亚－辛格指标定理的研究
- 葉狀結構（Foliation）

他母親會說匈牙利語，可是其捷克裔繼父不会，他們一家以德語交談。他自幼學英語，高中時，學校用的語言是斯洛伐克語，不過他自稱不喜歡學習語言。

## 外部連結
- 拉乌尔·博特在數學譜系計畫的資料。
- 數學界動態
- 哈佛數學系 （页面存档备份，存于）
- 拉乌尔·博特的生平 （页面存档备份，存于）